# Diana Lynn
Diana Lynn, geboren als Dolores Marie Loehr (Los Angeles, 5 juli 1926 — New York, 18 december 1971) was een Amerikaans actrice en pianiste.

## Biografie
Lynn werd geboren als dochter van Louis William Loeh, die naam maakte in het leveren van olie, en muzieklerares Eartha "Thes" Loehr. Ze bracht haar jeugd door in Beverly Hills en bezocht de Miss Grace’s Private School in Los Angeles. Op zesjarige leeftijd begon ze met het nemen van pianolessen en al gauw groeide ze in de pianowereld uit tot een wonderkind. Op elfjarige leeftijd was ze een van de vooraanstaande leden van de Los Angeles Junior Symphony Orchestra. Gelijktijdig debuteerde ze op het witte doek, met het spelen van een lied in They Shall Have Music (1939).
Omdat ze een hekel had aan pianospelen voor een publiek, zocht Lynn haar heil in acteren. In een interview gaf ze toe dat het acteervak voor haar een manier was om te rebelleren.  Ze raakte goed bevriend met actrice Susanna Foster en verscheen als zichzelf in haar film The Hard-Boiled Canary (1941). Ze maakte indruk op het publiek en tekende in hetzelfde jaar een contract bij Paramount Pictures. Ze was de jongste actrice van de studio die onder contract stond; schoollessen volgde ze aan de Paramount High School of Education. Haar doorbraak volgde al snel, met een rol tegenover Ginger Rogers in de screwballkomedie The Major and the Minor (1942).
Lynn raakte goed bevriend met actrice Gail Russell en kocht, na bijrollen in enkele succesvolle films, op 21-jarige leeftijd haar eigen huis van het geld dat ze verdiende. Ze pakte haar bekwaamheden op de piano op door lessen te nemen bij Raissu Kaufman. Ze verloofde zich in 1948 met Bob Neal, een vooraanstaand architect in Californië. Aan het einde van dat jaar trouwde ze echter met de 30-jarige architect John C. Lindsay. Het stel ging in 1953 uit elkaar; de scheiding was rond in 1954.
Naarmate ze ouder werd, had Lynn meer moeite met het krijgen van filmrollen. Ze maakte in de jaren 50 een succesvolle overgang naar televisie. In 1952 sierde ze de cover van Life als een van de belangrijke actrices op televisie. Gelijktijdig boekte ze succes in het theater op zowel Broadway in New York als West End in Londen.
Tijdens de opnamen van haar laatste film The Kentuckian (1955) kreeg ze een relatie met acteur Andrew V. McLaglen. Ondanks trouwplannen trad ze aan het eind van 1956 in het huwelijk met Mortimer W. Hall, zoon van de uitgeefster van de New York Post. Ze kreeg vier kinderen met hem: Matthew (1958), Dorothy (1960), Mary (1962) en Margaret (1964). Toen bleek dat haar man een baanaanbod had bij de New York Post, verhuisde Lynn met de familie naar Manhattan. Ze gaf haar carrière als actrice op en werd in plaats daarvan directrice bij reisbureau GO!. Deze positie was van korte duur: op 45-jarige leeftijd overleed ze onverwachts aan een beroerte.

## Filmografie

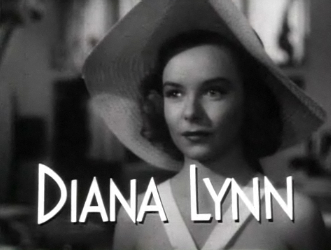
Lynn in de trailer van Every Girl Should Be Married (1948)

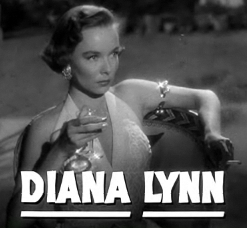
Lynn in de trailer van Plunder of the Sun (1953)

- Biblioteca Nacional de España: XX1459556
- Bibliothèque nationale de France: cb146891763 (data)
- Gemeinsame Normdatei: 1207884839
- International Standard Name Identifier: 0000 0001 1606 4533
- Library of Congress Control Number: no93017627
- MusicBrainz: dc73b45f-f030-4a3a-ac0b-74f25322b7ca
- National Archives and Records Administration: 10575897
- Nationale Bibliotheek van Israël: 987007460249605171
- SNAC: w6db8wmv
- Système universitaire de documentation: 161619517
- Virtual International Authority File: 22403729
- WorldCat: E39PBJmpgkdrCrhTYM9jW9TJXd